# Лопва (приток Косы)
Лопва — река в России, протекает по Юрлинскому району Пермского края (исток и первые километры течения в Кудымкарском районе). Правый приток Косы. Устье реки находится в 158 км по правому берегу реки Косы. Длина реки составляет 85 км, площадь водосборного бассейна — 822 км².
Название в переводе с коми-пермяцкого означает «река, текущая по валежнику».

## География
Река Лопва берёт начало в смешанных лесах у нежилой деревни Верхняя Лопва близ границы с Кировской областью. Рядом берёт начало река Чус. Лопва течёт на северо-восток, русло сильно извилистое. На реке стоит районный центр село Юрла, а также село Усть-Зула и деревни Шалгина, Скородум, Зарубина, Дубровка, Лопва, Кырова, Пиукова, Верхняя Лобанова, Нижняя Лобанова и Демидова. Впадает в Косу четырьмя километрами севернее села Усть-Зула. Ширина реки у устья 15 метров.

## Притоки
Притоки указаны от устья к истоку.
- 15 км: река Зула (пр)
- река Пальничная (лв)
- 29 км: река Бадьюшка (лв)
- река Фуфоровка (лв)
- река Керениха (лв)
- 50 км: река Кетчер (пр)
- 50 км: река Куколка (лв)
- река Половинка (пр)
- 60 км: река Сулай (лв)
- река Комашор (пр)
- река Чернявка (пр)
- река Дикушка (лв)
- река Гаруха (пр)
- река Охановка (пр)
- река Дубровочка (лв)
- река Мошковка (пр)
- река Левичи (пр)
- 77 км: река Северная Лопва (лв)

## Данные водного реестра
По данным государственного водного реестра России относится к Камскому бассейновому округу, водохозяйственный участок реки — Кама от истока до водомерного поста у села Бондюг, речной подбассейн реки — бассейны притоков Камы до впадения Белой. Речной бассейн реки — Кама.
Код объекта в государственном водном реестре — 10010100112111100002515.